# Fernando Lanhas
Fernando Lanhas, né le 16 septembre 1923 à Porto et mort le 5 février 2012 dans la même ville, est un peintre et un architecte portugais.

## Biographie
Fernando Lanhas a étudié les lettres à l'université de Porto, mais est s'est fait connaître en devenant la figure de proue de la peinture abstraite portugaise. Il commença à peindre en 1944, influencé par la musique, l'astronomie et le mouvement international abstrait. Il devient alors l'un des peintres portugais les plus innovants et les plus originaux.
En plus de son travail d'architecte et de peintre, il est aussi un scientifique faisant des recherches en archéologie et en astronomie.

## Distinctions
En 2005 il est fait docteur honoris causa de l'université de Porto, dans les Beaux-Arts.